# Michael Strogoff (film 1908)
Michael Strogoff è un cortometraggio muto del 1908. Nei credit non viene riportato il nome del regista.

## Produzione
Il film fu prodotto dalla Essanay Film Manufacturing Company.

## Distribuzione
Il cortometraggio della durata di una bobina, uscì nelle sale cinematografiche USA il 15 aprile 1908.